# شچچین
شچچین (به لهستانی: Szczecin)، (به آلمانی: Stettin) شهری در شمال غربی کشور لهستان است. این شهر یکی از بزرگ‌ترین و پرجمعیت‌ترین شهرهای این کشور به‌شمار می‌آید. جمعیت این شهر ۴۰۷۸۱۱ نفر و مساحت آن ۳۰۱ کیلومتر مربع می‌باشد.
کاترین کبیر، یکی از مشهورترین فرمانروایان روسیه متولد این شهر بوده است.